# Дімітріс Лімніос
Дімітріс Лімніос (грец. Δημήτρης Λημνιός, нар. 27 травня 1998, Волос, Греція) — грецький футболіст, вінгер клубу «Панатінаїкос» та національної збірної Греції.

## Клубна кар'єра
Дімітріс Лімніос народився і місті Волос і починав займатися футболом у місцевому клубі «Нікі Волос». Згодом Лімніос перейшов до молодіжної команди столичного клубу «Атромітос». 16 жовтня 2014 року у віці 16 - ти років Лімніос дебютував у першій команді у турнірі грецької Суперліги. І став третім наймолодшим гравцем в історії ліги.
У 2017 році футболіст підписав контракт з клубом ПАОК. І в серпні вінгер дебютував у складі нової команди. За результатами сезону футболіст допоміг команді посісти друге місце в чемпіонаті й виграти національний Кубок.
У 2020 році футболіст підписав чотирирічний контракт з німецьким клубом «Кельн». Трансфер футболіста обійшовся німцям у 3 млн євро. При цьому грецький клуб залишив за собою право на 15% від майбутніх трансферів свого колишнього футболіста. Влітку 2021 року на правах оренди Лімніос приєднався до нідерландського «Твенте».

## Збірна
У 2015 році у складі юнацької збірної Греції Дімітріс Лімніос брав участь у європейській першості для футболістів віком до 17-ти років.
У травні 2018 року у товариському матчі проти команди Саудівської Аравії Лімніос дебютував у національній збірній Греції.

## Особисте життя
Батько Дімітріса Стеліос також в минулому футболіст, грав за клуб «Нікі Волос».
У вересні 2020 року Дімітріс Лімніос здав позитивний тест на COVID-19.[значущість факту?]

## Досягнення
ПАОК
 Чемпіон Греції: 2018/19
 Переможець Кубка Греції (2): 2017/18, 2018/19
Особисті досягнення
- Команда місяця Ередивізі: травень 2022[9]